# Соціогенез
Соціогенез (від лат. societas — суспільства і грец. γένησις — походження) — процес історичного та еволюційного виникнення і формування людського суспільства.

Соціогенез — походження та розвиток вищих психічних функцій індивіда, міжособистісних відносин, зумовлених специфікою соціалізації в різних національних культурах.

Одним із провідних механізмів соціогенезу було вдосконаленням грамотної діяльності та приборкання «зоологічного індивідуалізму».